# 麥當勞叔叔之家慈善基金

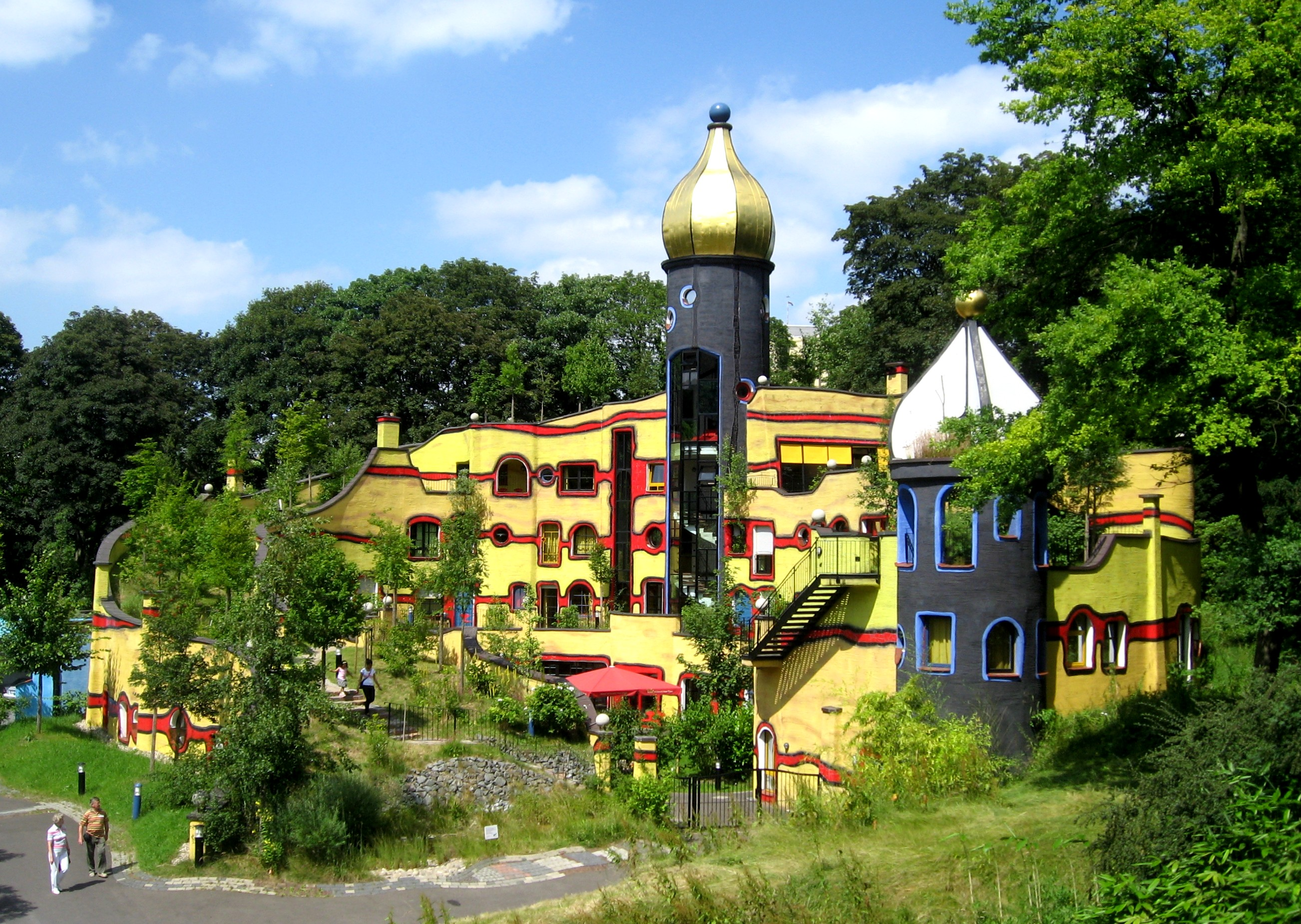
位於德國埃森的麥當勞叔叔之家（佛登斯列·漢德瓦薩設計）

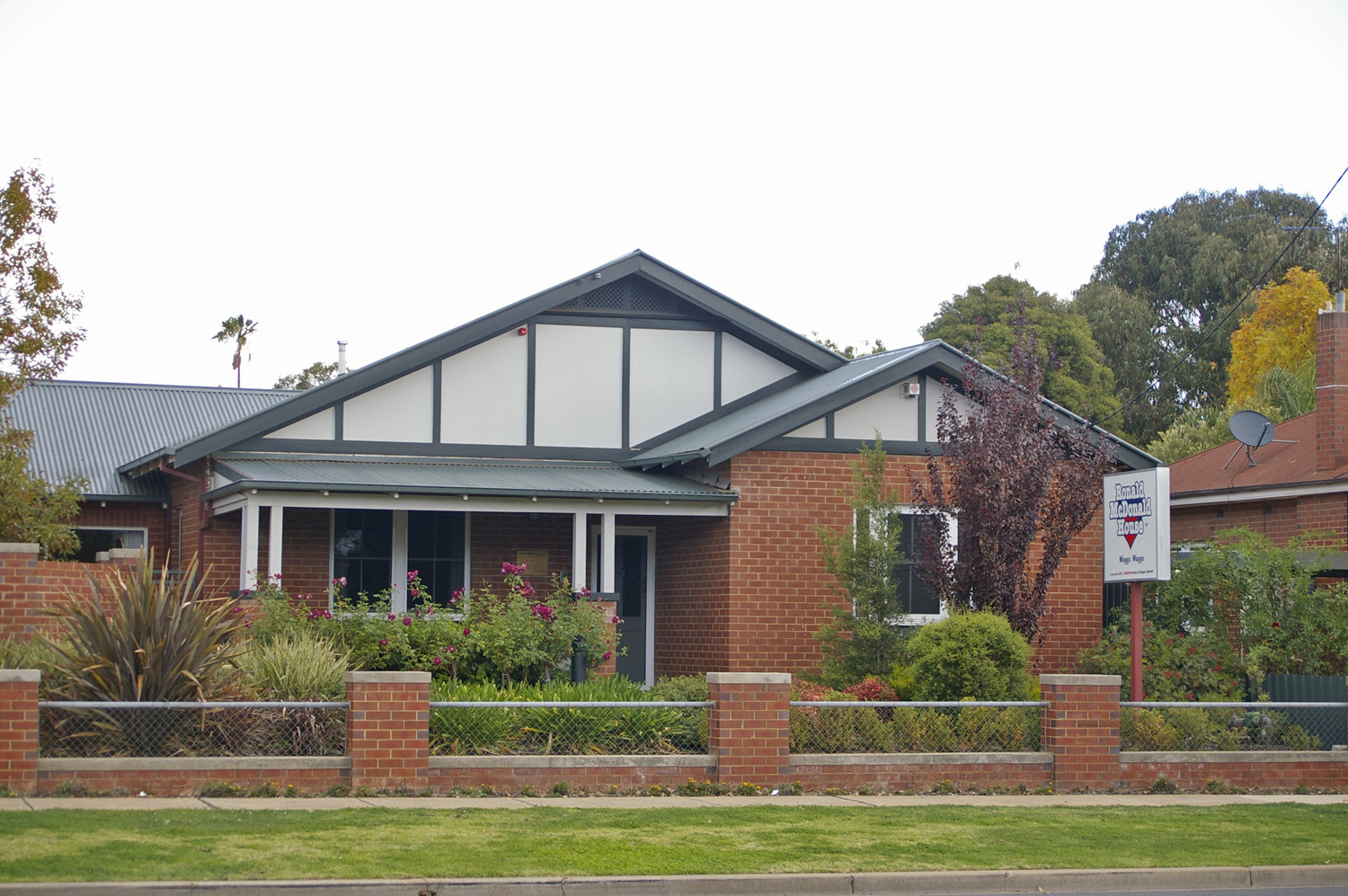
位於澳大利亞新南威爾斯沃加沃加的麥當勞叔叔之家

麥當勞叔叔之家慈善基金（Ronald McDonald House Charities）是美国的一家510c3慈善基金会，为提高儿童健康而提供支持项目，在全世界建立了超過322個麥當勞叔叔之家，提供給距離醫院較遠的病童與其家長在就醫期間時可暫時住宿的地方。包括：
- 麥當勞叔叔之家 (香港)：亞洲第一家麥當勞叔叔之家。
- 麥當勞叔叔之家 (加拿大)（英语：Ronald McDonald House Charities Canada）
- 麥當勞叔叔之家 (費城)：最早建立的麥當勞叔叔之家。
- 麥當勞叔叔之家 (紐約)（英语：Ronald McDonald House New York）
- 麥當勞叔叔之家 (臺灣)

羅納德麥當勞眾議院慈善機構（RMHC）是一個美國獨立的非營利組織，其使命是去創造，尋找和支持直接改善兒童健康和幸福的策略。
麥當勞公司首席會計師杰拉爾德紐曼是羅納德麥當勞兒童慈善機構的創始人之一，並擔任RMHC總裁。RMHC在全球有64個國家支分會和總地區在三個核心方案的之下：麥當勞之家，麥當勞家庭式房間和麥當勞叔叔移動式護理。
2001年及2002年獲《Worth》雜誌評為美國100大最佳慈善團體。